# Dominique Mozin
Dominique-Joseph Mozin (* 5. Februar 1771 in Lothringen; † 1840) war ein exilierter französischer Priester, Lexikograf und Romanist.

## Leben und Werk
Abbé Mozin floh vor der Französischen Revolution ins deutsche Exil. Der Verleger Johann Friedrich Cotta beauftragte ihn in Stuttgart mit didaktischen und lexikografischen Arbeiten, die ab 1802 erschienen, darunter eine Grammatik und ein bedeutendes deutsch-französisch, französisch-deutsches Wörterbuch, das auf dem Vorgänger von Christian Friedrich Schwan aufbaute und erst von dem Sachs/Villatte überholt wurde. 

## Werke

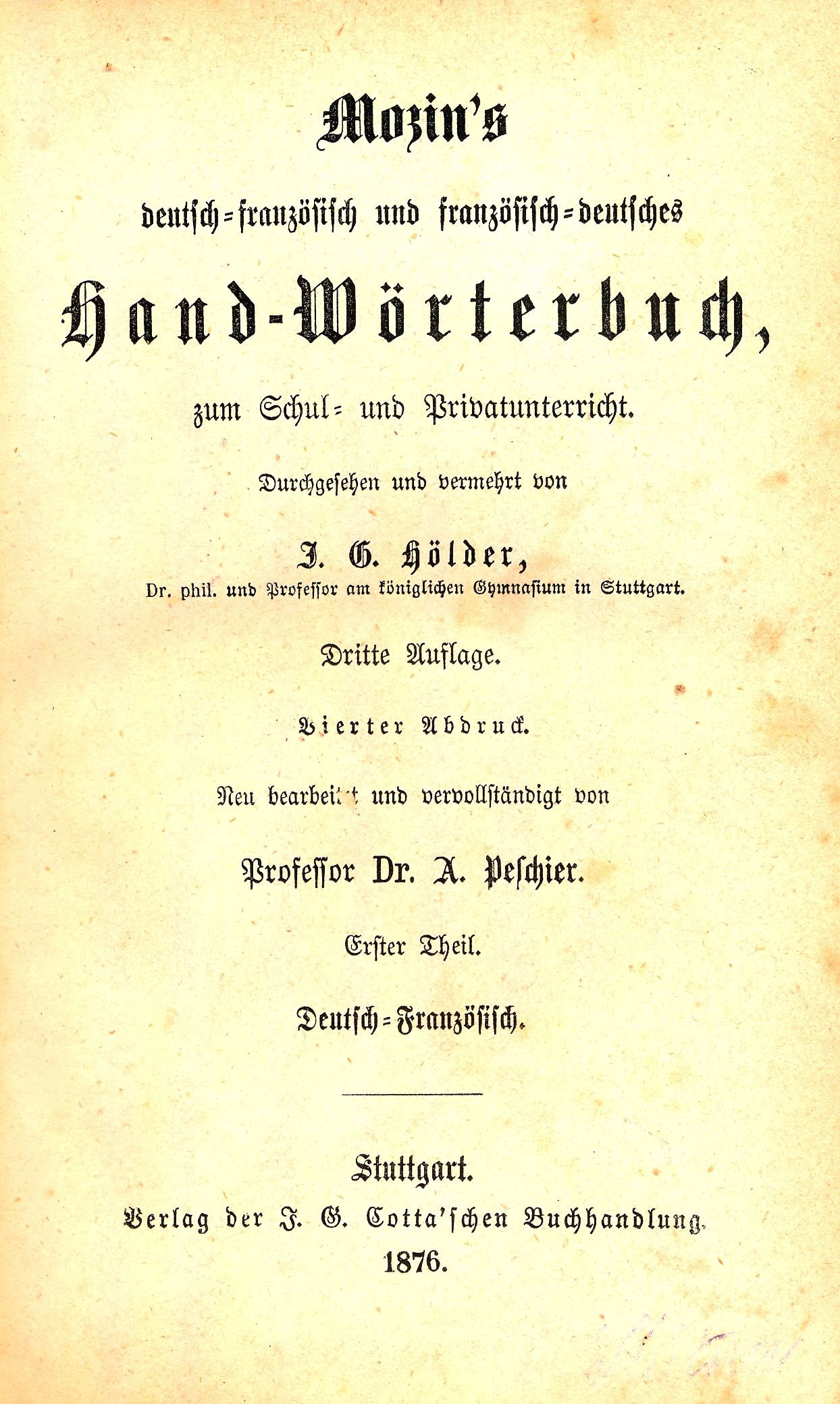
Deutsch-französisches und französisch-deutsches Handwörterbuch, Stuttgart 1876 (Titelseite)

- Französische Sprachlehre, Tübingen 1802; 11. Auflage, 1840
- (mit Heinrich Ferdinand Eisenbach) Kleines, deutsch-französisches und französisch-deutsches aus dem vollständigen Taschen-Wörterbuch Mozin’s … bearbeitetes Hand-Wörterbuch = Petit dictionnaire portatif allemand-français et français-allemand, extrait du dictionnaire de poche complet de l’Abbé Mozin. Cotta, Stuttgart und Tübingen 1828
- (mit Christian Gottlieb Hölder und Johann Theophil Biber) Neues vollständiges Wörterbuch der deutschen und französischen Sprache = Nouveau dictionnaire complet à l'usage des Allemands et des Français, 4 Bde., Stuttgart/Tübingen 1811–1813, 2. Auflage, 1823–1828; 3. Auflage, bearbeitet von Adolphe Peschier, 5 Bde., 1842–1859; 4. Auflage, 5 Bde., 1863